# Seznam osebnosti iz Občine Kobarid
Seznam osebnosti iz Kobarid vsebuje osebnosti, ki so se tu rodile, delovale ali umrle.
Občina Kobarid obsega naselja: Avsa, Borjana, Breginj, Drežnica, Drežniške Ravne, Homec, Idrsko, Jevšček, Jezerca, Kobarid, Koseč, Kred, Krn, Ladra, Libušnje, Livek, Livške Ravne, Logje, Magozd, Mlinsko, Perati, Podbela, Potoki, Robidišče, Robič, Sedlo, Smast, Stanovišče, Staro selo, Sužid, Svino, Trnovo ob Soči, Vrsno

## Gospodarstvo in obrt
- Albert Ivančič,  rudarski inženir (1921, Smast – 2017, Trbovlje)
- Anka Lipušček Miklavčič, direktorica mlekarne Planika (?, Zatolmin)
- Marijan Stres, strokovni delavec na področju gasilstva, poveljnik Prostovoljnega gasilskega društva Kobarid (1949–2016)
- Natalis Pagliaruzzi, vitez s Kieselsteina, tovarnar, župan (1746, Kobarid – 1832, Kranj)
- Ana Roš, najboljša kuharska mojstrica na svetu leta 2017 (1972, Šempeter pri Gorici)
- Lucijan Vuga, magister strojništva, poslovnež, pesnik, pisatelj (1939, Solkan – 2006, Robič)

## Humanistika in znanost
- Fran Dominko, fizik in astronom (1903, Vodnjan, Pulj – 1987, Ljubljana)
- Peter Stres, etnolog, zgodovinar (1952, Idrsko – 2015)
- Simon Rutar, zgodovinar, arheolog, geograf (1851, Krn – 1903, Ljubljana)
- Ivo Urbančič, filozof, prevajalec (1930, Robič – 2016, Ljubljana)

## Kultura
- Viljem Dominko, publicist, narodni delavec (1857, Kobarid – 1932)
- Andrej Gabršček, časnikar, politik, tiskar, založnik (1864, Kobarid – 1938, Ljubljana)
- Mija Kalan, časnikarka, prevajalka, radijska sodelavka (1927, Kobarid – 1997, Koper)
- Zdravko Likar, tvorec, pobudnik Kobariškega muzeja in Fundacije Poti miru od Alp do Jadrana, častni občan Občine Kobarid
- Mija Kalan, novinarka, pisateljica, prevajalka (1927, Kobarid – 1997, Koper)
- Radivoj Franciscus Mikuš, romanist (1906, Kobarid – 1983, Ljubljana)
- Marija Skrinjar, socialna delavka, publicistka (1857, Kobarid – 1931, Križ pri Sežani)
- Jože Šerbec, direktor Kobariškega muzeja, alpinist, gorski reševalec
- Katarina Stres, poročena Kosovel, mati Srečka Kosovela, družabnica in spremljevalka gospe iz plemiške družine Scaramanga v Trstu (1862, Sužid pri Kobaridu – 1938)

### Gledališče in film
- Stane Leban, dramski igralec (1934, Stanovišče pri Kobaridu – 2013, Nova Gorica)
- Boris Cavazza, gledališki igralec, filmski igralec, režiser, scenarist (1939, Milano, Italija)

### Glasba
- Srečko Carli, učitelj, skladatelj (1852, Tolmin – 1878, Tolmin)
- Hrabroslav Volarič, glasbenik, skladatelj, zborovodja (1863, Kobarid – 1895, Devin, Avstrijsko Primorje)

### Književnost
- Alojzij Carli, pisatelj, prevajalec, publicist, duhovnik (1891, Tolmin – 1891, Sv. Lucija (Most na Soči)
- Jožef Gasparis, profesor, nabožni pisatelj, redovnik (1734, Kred – 1791, Dunaj)
- Simon Gregorčič, pesnik, duhovnik (1844, Vrsno – 1906, Gorica, Avstrijsko Primorje)
- Andrej Čebokli, pripovednik, kritik (1890, Kred – 1923, Kred)
- Anton Klodič, klasični filolog, avtor epa Livško jezero (1836, Hlodič, Videmska pokrajina – 1914 Trst)
- Joža Lovrenčič, pesnik, pisatelj, urednik (1890, Kred – 1952, Ljubljana)
- Mirko Mazora, pesnik, katehet, duhovnik (1913, Breginj – 1983, Gorica)
- Josip Pagliaruzzi, pesnik (1859, Kobarid – 1885, Gorica, Avstrijsko Primorje)
- Janko Perat, pisatelj, publicist, družbenopolitični delavec (1921, Perati pri Livku nad Kobaridom – 2001, Ljubljana)
- Anton Stres, planinski pisec, učitelj (1871, Bovec – 1912, Ljubljana)
- Rudolf Šimac, politik, pisatelj, kulturni delavec (1935, Breginj – 2016, Nova Gorica)
- Štefan Tonkli, pesnik (1908, Breginj – 1987, Gorica)
- Ivo Trošt, pisatelj (1884, Col - Orešje – 1937, Ljubljana)
- Ivan Volarič, pesnik (1948, Sužid – 2010, Ljubljana)

### Slikarstvo, kiparstvo, arhitektura in fotografija
- Vojko Gašperut, slikar (1949, Sedlo pri Breginju)
- Franc Mirt, slikar, trgovec (1867, Kobarid – 1885, Gorica, Avstrijsko Primorje)
- Rudi Skočir, slikar in ilustrator (1951, Kamno)
- Fran Stres, fotograf (1884, Kobarid – 1955, Kobarid)
- Luka Šarf, slikar, podobar (okoli 1670, Kobarid – okoli 1740, neznan)
- Rudi Šturm, akademski kipar (1926, Vrsno 1982, Šempeter pri Novi Gorici)
- Jurij Tavčar, slikar, podobar (1820, Idrija – 1892, Idrija)
- Miloš Volarič, slikar (1933, Kobarid)
- Jernej Vrtav, rezbar (1647, Kobarid – 1725, Kobarid)

## Politika, pravo, uprava, gospodarstvo
- Fran Gabršček, javni delavec, pravnik (1880, Kobarid – 1960, Beograd)
- Blazij Grča, politik, publicist, duhovnik, konzistorialni svetnik (1846, Spodnja Bela – 1938, Šenčur)
- Anton Gregorčič, politik, kulturni delavc, duhovnik (1844, Vrsno – 1906, Gorica, Avstrijsko Primorje)
- Josip Devetak, politik, župan, podjetnik (1825, Tolmin – 1899, Tolmin)
- Fran Dominko, sodnik, deželni odbornik (1870, Kobarid – 1921, Ilirska Bistrica)
- Ignacij Gruntar, pravnik, notar, podpornik, prijatelj S. Gregorčiča (1844, Kobarid – 1922, Ljubljana)
- Izidor Pagliaruzzi, dolgoletni kobariški župan (1829, Kobarid – 1884, Kobarid)
- Julijan Pavliček, pravnik, gornik (1878, Kobarid – 1924, Ljubljana)
- Alojz Sedej, politik in uradnik (1892, Robič – 1960, Širje)
- Franc Šavli, družbenopolitični delavec, čevljar (1903, Zatolmin – 1943, Vrsno)
- Jožef Školč, politik (1960, Breginj)
- Mihael Toroš, cerkveni pravnik, narodni delavec, duhovnik (1884, Medana – 1963, Nova Gorica)
- Josip Tonkli, politik, publicist (1834, Breginj – 1907 Gorica)
- Nikolaj Tonkli, politik (1844, Breginj – 1902, Gorica)
- Andrej Uršič, politik, pravnik, urednik (1908, Kobarid – ?, Ljubljana)

## Religija
- Pavel Bajec, duhovnik, misijonar (1951, Malo Polje)
- Johann Bannes, pridigar, duhovnik (1755, Kobarid – 1804, Vipava)
- Anton Češornja duhovnik (1897, Breginj – 1959, Drežnica)
- Josip Fon, duhovnik (1879, Vrsno – 1956, Jesenice)
- Anton Gerbec, duhovnik (1885, Kobdilj – 1955, Gorica)
- Andrej Jekše, duhovnik in prosvetni delavec (1816, Podmelec – 1894, Kobarid)
- Franc Marcola, misijonar, duhovnik (1911, Breginj – 1986, Cartago Kostarika)
- Janez Nepomuk Hrast, duhovnik, vzgojitelj, narodni svetnik, konzistorialni svetnik (1830, Livek – 1874, Gorica, Avstrijsko Primorje)
- Alojzij Novak, duhovnik, dekan, kanonik, urednik (1881, Trnovo pri Ilirski Bistrici)
- Krištof Spollad, duhovnik (1777, Borjana – 1858, Gorica)
- Anton Rutar, duhovnik (1886, Drežnica – 1983, Gorica)

## Šolstvo
- Janez Evangelist Červ, učitelj (1809, Šentviška Gora – 1874, Libušnje)
- Ana Faninger, prosvetna delavka, socialna delavka (1860, Kobarid – 1947, Ljubljana)
- Ivan Juvančič, šolnik, kmetijski strokovnjak (1860, Kobarid – 1934, Gorica,  Julijska Krajina)
- Franc Kurančič, prosvetni delavec (1900, Idrsko – 1995, Ljubljana)
- Ivan Rutar, učitelj (1930, Podljubinj)
- Franc Sivec, učitelj, član organizacije TIGR (1890, Krn – 1958, Ljubljana)
- Alojz Urbančič, šolnik (1876, Kobarid – 1950, Kobarid)

## Šport
- Valter Bonča, športni kolesar (1968, Ljubljana)
- Vid Cencic, kolesar (1933, Robidišče – 2020)
- Edvard Antosiewicz, telovadec, mednarodni telovadni sodnik (1902, Ljubljana – 1960, Hot Springs, Arkansas, ZDA)
- Domen Fratina, nogometaš (1987, Kred)
- Lucija Mlinarič, umetnostna kotalkarica (1987, Renče – 2019, Kobarid)
- Odo Kalan, strokovni pisec, športni organizator (1929, Kobarid – 2014, Trst, Furlanija, Julijska Krajina)

## Vojska
- Ferdinand Janež, general (1886, Tolmin – 1962, Ljubljana)
- Andrej Manfreda, revolucionar, protifašist (1908, Kobarid – 1943, Saluzzo, Italija, pokopan v Kobaridu)
- Marko Redelonghi, narodni heroj (1912, Zapotok – 1944 Breginj)
- Jožko Ošnjak, partizan, publicist (1921, Ošnje – 2003, Kobarid)
- Jože Štih Marko komandant I. bataljona Gradnikove brigade (1911, Sužid – 1943)
- Ivan Likar – Sočan, partizanski delavec, narodni heroj ( 1921, Log pod Mangrtom – 1991, Kobarid)
- Jožko Ošnjak, partizan in publicist (1921, Osgnetto – 2003, Kobarid)

### Člani organizacije TIGR
- Josip Gruntar, tigrovec (1901, Kobarid – 20. stol, neznan)
- Franc Kavs, tigrovec, časnikar, narodni delavec (1913, Čezsoča – 1970, Trst)
- Tone Koder, član organizacije TIGR in partizan (1910 – 1944)
- Ferdo Kravanja, tigrovec (1912, Čezsoča – 1944, Paljevo pri Desklah)

## Osebnosti od drugod
- Tomaž iz Čedada, slikar (ok. 1495 slikal cerkev v  Kobaridu)
- Ivan Filli, slikar, grafik (1923, Tolmin – 1973, Šempeter pri Novi Gorici)
- Avgust Ipavec, duhovnik, skladatelj, dirigent (1940, Gorica)
- Ivan Lapanja, deželni poslanec (1857, Ponikve – 1945, Ponikve)
- Vincenc Lapanja, rezbar, slikar (1886, Ponikve – 1966, Spodnja Idrija)
- Andrej iz Loke, stavbar, slikar (konec 14. stol., Škofja Loka – druga pol. 15. stol. Škofja Loka) poslikal pokopališko cekev Sv. Križa v Sedlu pri Borjani
- Dragojila Milek, učiteljica, pesnica, kulturna delavka, tajnica Kobariške čitalnice (1850, Zalog – 1889, Ljubljana)
- Peter Podreka, narodni buditelj, duhovnik, pesnik, pisatelj (1822, Špeter Slovenov – 1889, Ronac)
- Martin Šolar, gozdarski inženir, direktor Kobariškega muzeja
- Gian Paolo Tanner, slikar, rezbar, poslikal cerkev na pokopališču v Borjani (med 1500 in 1550, Furlanija, Julijska Krajina)

## Nagrajenci Občine Kobarid
- Pavel Gregorčič
- Vojko Hobič
- Vida Skvor uciteljica
- Leopold Šekli - Poldi, pesnik
- Barbara Podpečan Jesenšek
- Danica Kravanja
- Tatjana Volarič
- Vanja Hvala
- Anton Zorč
- Zdravko Tomazini
- Vladimir Zelenjak
- Nives Zelenjak
- Lenka Brus, vzgojiteljica
- Irena Gregorič, pomočnica vzgojiteljice